# 336694 Fey
336694 Fey è un asteroide della fascia principale. Scoperto nel 2010, presenta un'orbita caratterizzata da un semiasse maggiore pari a 3,1723763 UA e da un'eccentricità di 0,0607771, inclinata di 8,68785° rispetto all'eclittica.